# Walford, Letton and Newton
Pour les articles homonymes, voir Walford.
Walford, Letton and Newton est une paroisse civile du Herefordshire, en Angleterre.